# Sóculo
No design de interiores, sóculo é uma base produzida em materiais diversos como alvenaria, gesso ou madeira, que pode ser revestida com cerâmica ou granito para apoiar armários ou eletrodomésticos, bem como molduras de portais e/ou pórticos, além de sanitários adaptados para cadeirantes. É geralmente produzida com volume maior e formato diferente da moldura, para criar destaque.